# Thomas Gifford
Thomas Eugene Gifford (16 de mayo de 1937, 31 de octubre de 2000) era un autor americano de novelas de género thriller. Se licenció en la Universidad de Harvard.
Obtuvo fama internacional con el thriller The Glendower Legacy y más tarde con el thriller ambientado dentro del Vaticano Los Assassini. Sus libros postularon que los nazis están infiltrados en las altas esferas del gobierno de Estados Unidos, que George Washington era un espía británico y la Iglesia católica era una organización criminal. Glendower Legacy inspiró una película en 1981 bajo el nombre Dirty Tricks.
Gifford También publicó bajo los alias de Dana Clarins y Thomas Maxwell.
Murió de cholangiocarcinoma en su casa en Dubuque, Iowa, en Halloween de 2000.

### Novelas
- 1975 – The Wind Chill Factor (Un viento helado).
- 1976 – The Cavanaugh Quest
- 1977 – The Man from Lisbon (El hombre de Lisboa)
- 1978 – The Glendower Legacy
- 1979 – Hollywood Gothic (La araña)
- 1990 – The Assassini (Los Assassini)
- 1993 – Praetorian (Pretoriano)
- 1994 – The First Sacrifice
- 1996 – Saint's Rest (Salvar al presidente)

### Como Thomas Maxwell
- 1986 – Bésame una vez
- 1987 – El Saberdene Variaciones
- 1988 – Besamé Dos veces
- 1990 – El Suspenso está Matándome

### Como Dana Clarins
- 1984 – Mujer en la Ventana
- 1985 – Partidos Culpables
- 1986 – La Mujer Que Sabía Demasiado